# ФК «Ротор» в сезоне 1995
Сезон 1995 — 4-й сезон «Ротора» в Чемпионате России по футболу.

## Форма
На груди игровых футболок была надпись «ROTOR».
| Grand Sport |          |
| Основная    | Гостевая |

## Тренерский штаб
- Виктор Прокопенко — главный тренер.
- Владимир Файзулин — тренер.
- Андрей Федоровский — тренер.

## Состав
| Сергей Гриценко    | Флаг России     | 1 февраля 1972   | Торпедо (Волжский)     |
| Андрей Саморуков   | Флаг России     | 30 мая 1975      | Текстильщик (Камышин)  |
| Евгений Чиненов    | Флаг России     | 4 апреля 1970    | Ротор-Д (Волгоград)    |
| Защитники          |                 |                  |                        |
| Игорь Авдеев       | Флаг Казахстана | 10 января 1973   | Тараз                  |
| Александр Беркетов | Флаг России     | 24 декабря 1975  | Текстильщик (Камышин)  |
| Александр Бондарь  | Флаг России     | 21 ноября 1967   | Динамо (Ставрополь)    |
| Валерий Бурлаченко | Флаг России     | 5 июля 1970      | Звезда (Городище)      |
| Владимир Геращенко | Флаг Украины    | 27 апреля 1968   | Днепр (Днепропетровск) |
| Андрей Дуров       | Флаг России     | 20 февраля 1977  | Ротор-Д (Волгоград)    |
| Александр Ещенко   | Флаг России     | 5 мая 1970       | Белененсиш             |
| Виталий Кузнецов   | Флаг России     | 4 февраля 1975   |                        |
| Сергей Нечай       | Флаг России     | 10 декабря 1968  | Торпедо (Таганрог)     |
| Евгений Чумаченко  | Флаг России     | 18 декабря 1975  | Торпедо (Волжский)     |
| Александр Шмарко   | Флаг России     | 12 марта 1969    | Динамо (Ставрополь)    |
| Полузащитники      |                 |                  |                        |
| Илья Бородин       | Флаг России     | 6 июля 1976      | Ротор-Д (Волгоград)    |
| Олег Веретенников  | Флаг России     | 5 января 1970    | Уралмаш                |
| Валерий Есипов     | Флаг России     | 4 октября 1971   | Динамо (Киев)          |
| Сергей Жуненко     | Флаг Казахстана | 13 мая 1970      | Кайрат                 |
| Николай Кольчугин  | Флаг России     | 24 мая 1973      |                        |
| Игорь Корниец      | Флаг Украины    | 14 июля 1967     | Черноморец             |
| Андрей Кривов      | Флаг России     | 24 сентября 1976 | Ротор-Д (Волгоград)    |
| Константин Кулик   | Флаг Украины    | 14 июня 1970     | Черноморец             |
| Игорь Меньщиков    | Флаг России     | 26 июля 1970     |                        |
| Александр Тройнин  | Флаг России     | 16 марта 1972    | Торпедо (Волжский)     |
| Александр Царенко  | Флаг России     | 21 ноября 1967   | Согдиана               |
| Нападающие         |                 |                  |                        |
| Александр Зернов   | Флаг России     | 21 июля 1974     | Текстильщик (Иваново)  |
| Сергей Илюшин      | Флаг России     | 27 марта 1973    | Торпедо (Волжский)     |
| Олег Нечаев        | Флаг России     | 25 июня 1971     | Рубин-ТАН              |
| Владимир Нидергаус | Флаг Казахстана | 13 августа 1967  | Кайрат                 |

## Трансферы

### Зима 1994/1995
| Позиция | Игрок             | Клуб                  |
| ------- | ----------------- | --------------------- |
| Защ     | Александр Бондарь | «Динамо» (Ставрополь) |
| Защ     | Андрей Дуров      | «Ротор-Д» (Волгоград) |
| Защ     | Виталий Кузнецов  | «Ротор-Д» (Волгоград) |
| Защ     | Евгений Чумаченко | «Торпедо» (Волжский)  |
| ПЗ      | Николай Кольчугин | «Ротор-Д» (Волгоград) |
| ПЗ      | Игорь Корниец     | «Черноморец» (Одесса) |
| ПЗ      | Константин Кулик  | «Черноморец» (Одесса) |
| Нап     | Сергей Илюшин     | «Торпедо» (Волжский)  |

| Позиция | Игрок            | Клуб                           |
| ------- | ---------------- | ------------------------------ |
| Защ     | Александр Ещенко | «Ростсельмаш» (Ростов-на-Дону) |
| ПЗ      | Юрий Аксёнов     | «Торпедо» (Волжский)           |
| ПЗ      | Дмитрий Иванов   | «Торпедо» (Волжский)           |
| ПЗ      | Олег Стогов      | «Локомотив» (Нижний Новгород)  |
| Нап     | Рустем Хузин     | «Лада» (Димитровград)          |

### Лето
| Позиция | Игрок            | Клуб                    |
| ------- | ---------------- | ----------------------- |
| Защ     | Александр Ещенко | «Волынь» (Луцк)         |
| Нап     | Александр Зернов | «Текстильщик» (Иваново) |

| Позиция | Игрок             | Клуб                           |
| ------- | ----------------- | ------------------------------ |
| Защ     | Игорь Авдеев      | «Тараз» (Тараз)                |
| Защ     | Александр Бондарь | «Ростсельмаш» (Ростов-на-Дону) |
| Защ     | Сергей Нечай      | «Ростсельмаш» (Ростов-на-Дону) |
| ПЗ      | Константин Кулик  | «Динамо» (Ставрополь)          |
| ПЗ      | Александр Тройнин | «КАМАЗ» (Набережные Челны)     |
| Нап     | Олег Нечаев       | «Лада» (Димитровград)          |

* В аренду  

** Из аренды  

*** Выкуп контракта 

## Матчи
− Победа
 − Ничья
 − Поражение

### Товарищеские матчи
| 15 января 1995 Предсезонный | «Айнтрахт» (Брауншвейг) | 1:5 | «Ротор»                                                                         | Германия |
|                             | ?                       |     | Валерий Есипов · Сергей Илюшин · Сергей Илюшин · Юрий Аксёнов · Игорь Меньщиков |          |

| 17 января 1995 Предсезонный | Сборная Нижней Саксонии люб. | 0:12 | «Ротор»                                                                          | Германия |
|                             |                              |      | Олег Нечаев - 4 · Александр Тройнин - 4 · Сергей Илюшин - 3 · Александр Еременко |          |

| ? января 1995 Предсезонный | «Линген» | 2:4 | «Ротор»                                                      | Германия |
|                            | ? · ?    |     | Олег Нечаев · Сергей Илюшин · Юрий Аксёнов · Игорь Меньщиков |          |

| 21 января 1995 Предсезонный | «Айнтрахт» (Райне) | 1:6 | «Ротор»                                                                                              | Германия |
|                             | ?                  |     | Сергей Илюшин · Сергей Илюшин · Юрий Аксёнов · Юрий Аксёнов · Олег Веретенников · Владимир Нидергаус |          |

| ? января 1995 Предсезонный | «Меппен» | 0:0 | «Ротор» | Германия |

| ? февраля 1995 Предсезонный | «Локомотив» (Нижний Новгород) | 0:2 | «Ротор»                         | Сочи |
|                             |                               |     | Олег Веретенников · Олег Нечаев |      |

| ? февраля 1995 Предсезонный | «Жемчужина» (Сочи) | 0:4 | «Ротор»                                                            | Сочи |
|                             |                    |     | Олег Веретенников · Олег Нечаев · Олег Нечаев · Владимир Нидергаус |      |

| ? февраля 1995 Предсезонный | «Балтика» (Калининград) | 2:2 | «Ротор»                                | Сочи |
|                             | ? · ?                   |     | Александр Тройнин · Владимир Нидергаус |      |

| ? февраля 1995 Предсезонный | «Локомотив» (Москва) | 1:0 | «Ротор» | Сочи |
|                             | 1:0 Олег Гарин       |     |         |      |

| ? февраля 1995 Предсезонный | «Торпедо» (Волжский) | 2:0 | «Ротор» | Сочи |

| 1995 | «Шутторф» | 0:1 | «Ротор» |  |

| 1995 | «Линген» | 0:3 | «Ротор» |  |

### Кубок короля Таиланда 1995

#### Группа «Б»
| ? февраля 1995 1 матч                                                                                               | «Ротор»                                              | 3:1 | Сборная Китая           | Бангкок |
| | Владимир Нидергаус · Олег Нечаев · Олег Веретенников |     | Валерий Есипов ? (авт.) |         |
| «Ротор»: Саморуков, Царенко, Бондарь, Нечай, Жуненко, Есипов, Бурлаченко, Корниец, Веретенников, Нидергаус, Нечаев. |                                                      |     |                         |         |

| 23 февраля 1995 2 матч                                                                                        | Сборная Таиланда Б | 4:2 | «Ротор»                                         | Бангкок |
| |                    |     | 0:1 Владимир Нидергаус · 0:2 Владимир Нидергаус |         |
| «Ротор»: Гриценко, Царенко, Бондарь, Нечай, Авдеев, Корниец, Еременко, Меньщиков, Тройнин, Илюшин, Нидергаус. |                    |     |                                                 |         |

#### Турнирная таблица. Группа «А»
| М | Клуб               | 1   | 2   | 3   | И | В | Н | П | МЗ | МП | ±М | О |
| - | ------------------ | --- | --- | --- | - | - | - | - | -- | -- | -- | - |
| 1 | Сборная Таиланда Б | -   | 4:2 | 4:1 | 2 | 2 | 0 | 0 | 8  | 3  | +5 | 4 |
| 2 | «Ротор»            | 2:4 | -   | 3:1 | 2 | 1 | 0 | 1 | 5  | 5  | 0  | 2 |
| 3 | Сборная Китая      | 1:4 | 1:3 | -   | 2 | 0 | 0 | 2 | 2  | 7  | −5 | 0 |

Примечание: первые две команды из двух групп выходили в 1/2 финала.
| 24 февраля 1995 1/2 финала | Сборная Таиланда А | 0:4 | «Ротор»                                                                    | Бангкок |
|                            |                    |     | Игорь Корниец · Олег Веретенников · Олег Веретенников · Владимир Нидергаус |         |

| 26 февраля 1995 Финал | «Ротор»                                                                       | 3:0 | Сборная Японии XI | Бангкок |
|                       | 1:0 Владимир Нидергаус 44′ · 2:0 Олег Веретенников 71′ · 3:0 Игорь Авдеев 83′ |     |                   |         |

### Чемпионат России

#### Первый круг
| 1 апреля 1995 1 тур | «Ротор»                   | 1:1      | «Локомотив» (Нижний Новгород) | Волгоград                                                             |
| | 1:1 Олег Веретенников 61′ | Протокол | 1:0 Александр Кузьмичёв 32′   | Стадион: Центральный Зрителей: 25 000 Судья: Виктор Филиппов (Москва) |
| «Ротор»: Саморуков, Жуненко, Бурлаченко, Корниец, Нечай, Царенко, Бондарь, Нидергаус, Веретенников, Есипов, Нечаев (Тройнин, 46). · «Локомотив» (Нижний Новгород): Шанталосов, Осколков, Арефьев, Рагулин, Путилин, Казаков, Стогов, Феоктистов, Смертин, Никулкин (Найданов, 88), Кузьмичёв. · Веретенников (64') — Осколков (64'). |                           |          |                               |                                                                       |

| 8 апреля 1995 2 тур | «Уралмаш» (Екатеринбург)                                                                                                 | 5:0      | «Ротор» | Екатеринбург                                                     |
| | 1:0 Юрий Матвеев 4′ · 2:0 Олег Кокарев 31′ · 3:0 Сергей Передня 63′ · 4:0 Игорь Бахтин 72′ · 5:0 Олег Кокарев 75′ (пен.) | Протокол |         | Стадион: Уралмаш Зрителей: 5 000 Судья: Сергей Хусаинов (Москва) |
| «Уралмаш» (Екатеринбург): Городов, Федотов, Галимов (Сосницкий, 75), Бахарев, Заец, Ямлиханов, Бахтин, Ханкеев, Матвеев (Передня, 8), Блужин (Ратничкин, 79), Кокарев. · «Ротор»: Саморуков, Жуненко (Кулик, 46), Бурлаченко, Корниец, Нечай, Царенко, Бондарь, Нидергаус, Веретенников, Есипов, Тройнин (Нечаев, 69). · Ямлиханов (14') — Нечай (85'). · Нереализованный пенальти: Юрий Матвеев (4', вратарь). | |          |         |                                                                  |

| 15 апреля 1995 3 тур | «Ротор» | 0:0      | «Крылья Советов» (Самара) | Волгоград                                                            |
| |         | Протокол |                           | Стадион: Центральный Зрителей: 15 000 Судья: Юрий Вергопуло (Москва) |
| «Ротор»: Саморуков, Жуненко, Меньщиков, Корниец, Нечай, Кулик (Илюшин, 68), Бондарь, Нидергаус, Веретенников, Есипов, Нечаев (Тройнин, 46). · «Крылья Советов» (Самара): Мартешкин, Даев, Шишкин, Резанцев, Шишкин, Цилюрик (Меда, 75), Булатов, Матвиенко, Аверьянов, Циклаури (Хлебосолов, 58), Делов, Авалян (Грязин, 78). · Резанцев (53'), Аверьянов (54'). |         |          |                           |                                                                      |

| 29 апреля 1995 4 тур | «Динамо» (Москва)           | 1:0      | «Ротор» | Москва                                                       |
| | 1:0 Олег Терёхин 72′ (пен.) | Протокол |         | Стадион: Динамо Зрителей: 3 000 Судья: Александр Лапин (Уфа) |
| «Динамо» (Москва): Сметанин, Яхимович, Ковтун, Колотовкин, Сабитов, Подпалый, Некрасов (Семенов, 76), Саматов, Черышев, Сафронов (Гришин, 86), Терёхин. · «Ротор»: Саморуков, Жуненко, Бурлаченко, Корниец, Нечай, Чумаченко, Бондарь, Нидергаус, Веретенников, Есипов, Нечаев. · Терёхин (3'), Колотовкин (40'), Саматов (80'), Подпалый (85') — Есипов (5'), Чумаченко (60'), Нидергаус (89'). |                             |          |         |                                                              |

| 9 мая 1995 5 тур | «Ротор» | 7:0      | «Жемчужина» (Сочи) | Волгоград                                                              |
| | 1:0 Олег Веретенников 15′ · 2:0 Владимир Нидергаус 36′ · 3:0 Олег Веретенников 54′ (пен.) · 4:0 Владимир Нидергаус 69′ · 5:0 Олег Веретенников 71′ · 6:0 Владимир Нидергаус 85′ · 7:0 Игорь Меньщиков 87′ | Протокол |                    | Стадион: Центральный Зрителей: 30 000 Судья: Анатолий Маляров (Москва) |
| «Ротор»: Саморуков, Чумаченко, Бурлаченко (Беркетов, 79), Корниец, Нечай, Царенко (Кривов, 46), Бондарь, Нидергаус, Веретенников, Есипов, Илюшин (Меньщиков, 79). · «Жемчужина» (Сочи): Крюков, Бондарук, Макаров, Тарба (Бурдинский, 68), Бондарев, Игнатьев (Петросянц, 46), Нозиков, Зекох, Суанов (Дубровин, 46), Филимонов, Богатырев. · Илюшин (60') — Филимонов (40'). · Бурдинский (69'). | |          |                    |                                                                        |

| 13 мая 1995 6 тур | «Черноморец» (Новороссийск)                  | 2:1      | «Ротор»                    | Новороссийск                                                             |
| | 1:0 Хазрет Дышеков 7′ · 2:0 Олег Кокарев 70′ | Протокол | 2:1 Владимир Нидергаус 86′ | Стадион: Центральный Зрителей: 13 000 Судья: Александр Кириллов (Москва) |
| «Черноморец» (Новороссийск): Павлов, Шкурин, Жиров, Муликов, Епископосян, Майоров (Федосов, 67), Папикян (Варламов, 61), Дышеков, Гилагаев, Догузов (Бут, 80), Бурдин. · «Ротор»: Саморуков, Чумаченко, Бурлаченко, Корниец, Нечай, Царенко (Меньщиков, 30), Бондарь, Нидергаус, Веретенников, Есипов (Кулик, 66), Илюшин (Нечаев, 60). · Догузов (62') — Нидергаус (12'), Чумаченко (85'). · Нидергаус (87'). |                                              |          |                            |                                                                          |

| 20 мая 1995 7 тур | «Ротор»                                         | 2:1      | «Локомотив» (Москва)     | Волгоград                                                                      |
| | 1:0 Олег Нечаев 20′ · 2:1 Александр Бондарь 80′ | Протокол | 1:1 Евгений Харлачев 53′ | Стадион: Центральный Зрителей: 15 000 Судья: Сергей Лапочкин (Санкт-Петербург) |
| «Ротор»: Саморуков, Жуненко, Бурлаченко, Корниец, Нечай, Царенко (Кулик, 75), Бондарь, Нидергаус (Илюшин, 72), Веретенников, Беркетов (Кривов, 56), Нечаев. · «Локомотив» (Москва): Овчинников, Арифуллин, Дроздов, Харлачев, Соломатин, Чугайнов, Косолапов, Перепаденко (Смирнов, 46), Парахневич (Катасонов, 65), Елышев (Аюпов, 78), Гарин. · Харлачев (42'). |                                                 |          |                          |                                                                                |

| 24 мая 1995 8 тур | «Спартак» (Москва)        | 1:2      | «Ротор»                                                | Москва                                                              |
| | 1:1 Мухсин Мухамадиев 34′ | Протокол | 0:1 Олег Веретенников 11′ · 1:2 Александр Беркетов 44′ | Стадион: Лужники Зрителей: 6 000 Судья: Лом-Али Ибрагимов (Грозный) |
| «Спартак» (Москва): Нигматуллин, Хлестов, Титов (Афанасьев, 77), Нагорняк (Масалитин, 53), Иванов, Чудин (Коновалов, 60), Онопко, Мамедов, Кечинов, Писарев, Мухамадиев. · «Ротор»: Саморуков, Жуненко, Бурлаченко, Корниец, Нечай, Царенко, Бондарь, Нидергаус (Кривов, 60), Веретенников, Беркетов (Меньщиков, 90), Нечаев (Илюшин, 65). · Кечинов (30') — Жуненко (44'). |                           |          |                                                        |                                                                     |

| 27 мая 1995 9 тур | «Ротор» | 4:1      | «Ростсельмаш» (Ростов-на-Дону) | Волгоград                                                            |
| | 1:0 Александр Царенко 52′ · 2:0 Олег Веретенников 54′ · 3:1 Александр Тройнин 80′ · 4:1 Владимир Нидергаус 89′ | Протокол | 2:1 Александр Маслов 54′       | Стадион: Центральный Зрителей: 15 000 Судья: Андрей Бутенко (Москва) |
| «Ротор»: Саморуков, Жуненко (Тройнин, 72), Бурлаченко, Корниец, Нечай, Царенко, Бондарь, Нидергаус, Веретенников, Беркетов (Меньщиков, 62), Нечаев (Кривов, 46). · «Ростсельмаш» (Ростов-на-Дону): Девадзе, Голубкин, Ключников, Ещенко, Дядюк, Лоськов, Луговкин (Андреев, 75), Санько (Пападопуло, 56), Боровской, Балахнин (Иванов, 82), Маслов. · Луговкин (22'). | |          |                                |                                                                      |

| 10 июня 1995 10 тур | «Спартак-Алания» (Владикавказ)                                           | 3:2      | «Ротор»                                                | Владикавказ                                                       |
| | 1:1 Артур Пагаев 33′ · 2:1 Михаил Кавелашвили 35′ · 3:1 Бахва Тедеев 56′ | Протокол | 0:1 Владимир Нидергаус 32′ · 3:2 Олег Веретенников 75′ | Стадион: Спартак Зрителей: 32 000 Судья: Виктор Филиппов (Москва) |
| «Спартак-Алания» (Владикавказ): Хапов, Пагаев, Тимофеев, Шелия (Алчагиров, 67), Корниенко, Тетрадзе, Тедеев, Яновский (Деркач, 46), Касымов (Агаев, 85), Канищев, Кавелашвили. · «Ротор»: Саморуков, Жуненко, Бурлаченко, Корниец, Нечай, Кулик (Кривов, 57), Бондарь, Нидергаус (Илюшин, 68), Веретенников, Беркетов (Тройнин, 69), Нечаев. · Пагаев (35'), Тетрадзе (54'), Касымов (65'). |                                                                          |          |                                                        |                                                                   |

| 17 июня 1995 11 тур | «Ротор»                   | 1:2      | «Торпедо» (Москва)                             | Волгоград                                                                       |
| | 1:1 Олег Веретенников 51′ | Протокол | 0:1 Геннадий Гришин 1′ · 1:2 Глеб Панферов 63′ | Стадион: Центральный Зрителей: 10 000 Судья: Николай Левников (Санкт-Петербург) |
| «Ротор»: Саморуков, Жуненко, Бурлаченко, Корниец, Нечай, Царенко (Нечаев, 64), Бондарь, Беркетов (Нидергаус, 33), Веретенников, Есипов, Кривов (Меньщиков, 58). · «Торпедо» (Москва): Пчельников, Востросаблин, Леонченко, Волков, Корнаухов, Шустиков, Гришин (Панферов, 58), Мархель, Талалаев (Прокопенко, 32), Ширинбеков (Чельцов, 80), Агашков. · Бондарь (54'), Нечай (79'), Есипов (87'). |                           |          |                                                |                                                                                 |

| 24 июня 1995 12 тур | ЦСКА (Москва)                | 1:4      | «Ротор» | Москва                                                             |
| | 1:1 Сергей Мамчур 33′ (пен.) | Протокол | 0:1 Андрей Кривов 18′ · 1:2 Владимир Нидергаус 35′ · 1:3 Андрей Кривов 54′ · 1:4 Олег Веретенников 80′ (пен.) | Стадион: Торпедо Зрителей: 3 000 Судья: Юрий Чеботарёв (Краснодар) |
| ЦСКА (Москва): Новосадов, Радимов, Гайсумов (Машкарин, 68), Глушаков, Мамчур (Карсаков, 46), Бушманов, Шуков (Антонович, 46), Минько, Семак, Хохлов, Файзулин. · «Ротор»: Саморуков, Жуненко, Бурлаченко, Корниец, Беркетов, Царенко, Бондарь, Нидергаус (Илюшин, 62), Веретенников, Есипов (Нечаев, 63), Кривов. · Жуненко (55'), Беркетов (87'). |                              |          | |                                                                    |

| 28 июня 1995 13 тур | «Ротор»                                                | 2:0      | «КАМАЗ-Чаллы» (Набережные Челны) | Волгоград                                                             |
| | 1:0 Владимир Нидергаус 16′ · 2:0 Олег Веретенников 44′ | Протокол |                                  | Стадион: Центральный Зрителей: 10 000 Судья: Валентин Иванов (Москва) |
| «Ротор»: Саморуков, Жуненко, Бурлаченко, Корниец, Беркетов, Царенко, Бондарь, Нидергаус (Кулик, 75), Веретенников, Есипов (Нечаев, 62), Кривов (Чумаченко, 80). · «КАМАЗ-Чаллы» (Набережные Челны): Захарчук, Варламов, Ефремов, Клонцак, Горбачев, Миленин, Тропанец (Горбатенко, 46), Каратаев, Матвеев (Винников, 56), Дурнев, Бабенко (Слабодич, 46). · Жуненко (76'), Кулик (86'). |                                                        |          |                                  |                                                                       |

| 1 июля 1995 14 тур | «Текстильщик» (Камышин)         | 1:0      | «Ротор» | Камышин                                                               |
| | 1:0 Сергей Наталушко 48′ (пен.) | Протокол |         | Стадион: Текстильщик Зрителей: 11 800 Судья: Сергей Хусаинов (Москва) |
| «Текстильщик» (Камышин): Филимонов, А.Морозов, Абрамов (Пименов, 68), Ярков (Герасимов, 72), Жабко, О.Морозов, Навоченко, Волгин, Соловьёв, Полстянов (Минаев, 88), Наталушко. · «Ротор»: Саморуков, Чумаченко (Нечай, 20), Бурлаченко, Корниец, Беркетов, Царенко (Илюшин, 66), Бондарь, Нидергаус (Нечаев, 72), Веретенников, Есипов, Кривов. · А.Морозов (6') — Нидергаус (23'), Бондарь (28'). |                                 |          |         |                                                                       |

| 8 июля 1995 15 тур | «Ротор» | 5:4      | «Динамо-Газовик» (Тюмень)                                                                                       | Волгоград                                                            |
| | 1:0 Владимир Геращенко 5′ · 2:1 Владимир Нидергаус 22′ · 3:2 Олег Веретенников 44′ (пен.) · 4:3 Олег Нечаев 78′ · 5:3 Олег Нечаев 88′ | Протокол | 1:1 Николай Ковардаев 15′ · 2:2 Александр Призетко 40′ · 3:3 Владимир Долбоносов 69′ · 5:4 Алексей Савченко 90′ | Стадион: Центральный Зрителей: 12 000 Судья: Юрий Вергопуло (Москва) |
| «Ротор»: Саморуков, Шмарко (Илюшин, 46), Бурлаченко, Геращенко, Беркетов, Жуненко, Корниец, Нидергаус (Нечаев, 65), Веретенников, Есипов, Кривов. «Динамо-Газовик» (Тюмень): Масленников, Бессмертный, Крутов, Ширшаков, Пономаренко, Герасимов (Савченко, 61), Маслов, Грицына, Долбоносов (Фишман, 86), Призетко, Ковардаев. | |          | |                                                                      |

#### Второй круг
| 15 июля 1995 16 тур | «Ростсельмаш» (Ростов-на-Дону) | 0:4      | «Ротор» | Ростов-на-Дону                                                                 |
| |                                | Протокол | 0:1 Олег Веретенников 8′ (пен.) · 0:2 Олег Веретенников 25′ · 0:3 Александр Беркетов 65′ · 0:4 Сергей Илюшин 89′ | Стадион: Ростсельмаш Зрителей: 6 500 Судья: Николай Левников (Санкт-Петербург) |
| «Ростсельмаш» (Ростов-на-Дону): Девадзе, Голубкин (Пападопуло, 59), Редькин, Ещенко, Дядюк, Лоськов, Шутов, Ананко, Спандерашвили (Дементьев, 30), Воробьев, Маслов. · «Ротор»: Саморуков, Шмарко, Бурлаченко (Илюшин, 60), Геращенко, Нечаев (Бондарь, 51), Жуненко, Корниец, Нидергаус, Веретенников, Есипов, Кривов (Беркетов, 51). · Ещенко (64') — Шмарко (64'), Геращенко (83'). |                                |          | |                                                                                |

| 22 июля 1995 17 тур | «Ротор»               | 1:1      | «Спартак» (Москва)     | Волгоград                                                                |
| | 1:1 Сергей Илюшин 68′ | Протокол | 0:1 Илья Цымбаларь 32′ | Стадион: Центральный Зрителей: 30 000 Судья: Лом-Али Ибрагимов (Грозный) |
| «Ротор»: Саморуков, Шмарко, Бурлаченко (Царенко, 73), Геращенко, Нечаев (Беркетов, 46), Жуненко, Корниец, Илюшин, Веретенников, Есипов, Кривов (Бондарь, 46). · «Спартак» (Москва): Нигматуллин, Хлестов, Никифоров, Цымбаларь, Титов (Афанасьев, 60), Аленичев, Онопко, Мамедов, Шмаров, Писарев, Тихонов. · Шмаров (58'). · Шмарко (33'). |                       |          |                        |                                                                          |

| 29 июля 1995 18 тур | «Торпедо» (Москва)                                                             | 3:0      | «Ротор» | Москва                                                             |
| | 1:0 Евгений Смертин 56′ · 2:0 Дмитрий Прокопенко 66′ · 3:0 Геннадий Гришин 85′ | Протокол |         | Стадион: Торпедо Зрителей: 2 000 Судья: Юрий Чеботарёв (Краснодар) |
| «Торпедо» (Москва): Пчельников, Востросаблин, Леонченко, Мурашов (Гришин, 75), Корнаухов, Шустиков, Смертин, Панферов (Животников, 50), Климов (Прокопенко, 40), Ширинбеков, Агашков. · «Ротор»: Саморуков, Беркетов, Бурлаченко (Чумаченко, 68), Геращенко, Илюшин, Жуненко, Корниец, Нидергаус (Царенко, 46), Веретенников, Есипов (Нечаев, 63), Кривов. · Корнаухов (39'), Агашков (45') — Жуненко (10'), Геращенко (33'), Есипов (58'), Кривов (75'). · Илюшин (39'). |                                                                                |          |         |                                                                    |

| 5 августа 1995 19 тур | «Ротор»                  | 1:1      | «Спартак-Алания» (Владикавказ) | Волгоград                                                             |
| | 1:0 Олег Веретенников 9′ | Протокол | 1:1 Анатолий Канищев 15′       | Стадион: Центральный Зрителей: 28 000 Судья: Валентин Иванов (Москва) |
| «Ротор»: Саморуков, Ещенко, Беркетов, Геращенко, Кулик (Царенко, 67), Жуненко, Корниец, Нидергаус, Веретенников, Нечаев (Чумаченко, 66), Кривов. · «Спартак-Алания» (Владикавказ): Хапов, Пагаев, Корниенко (Горлукович, 86), Шелия, Джиоев (Датдеев, 41), Тетрадзе, Тедеев, Яновский, Касымов (Деркач, 38), Канищев, Кавелашвили. · Шелия (9'), Деркач (53'), Канищев (83'), Кавелашвили (89'). · Ещенко (61') — Датдеев (61'). |                          |          |                                |                                                                       |

| 9 августа 1995 20 тур | «КАМАЗ-Чаллы» (Набережные Челны)                      | 2:0      | «Ротор» | Набережные Челны                                                 |
| | 1:0 Михаил Джишкариани 43′ · 2:0 Владислав Зубков 70′ | Протокол |         | Стадион: КАМАЗ Зрителей: 15 000 Судья: Анатолий Маляров (Москва) |
| «КАМАЗ-Чаллы» (Набережные Челны): Захарчук, Варламов, Алексаненков, Клонцак, Горбачев, Ефремов (Князев, 81), Тропанец, Зубков, Евдокимов (Шутов, 83), Дурнев, Джишкариани (Винников, 87). · «Ротор»: Саморуков, Бондарь (Чумаченко, 50), Беркетов, Геращенко, Нечаев (Царенко, 56), Жуненко, Корниец, Нидергаус, Веретенников, Есипов, Кривов (Меньщиков, 46). · Горбачев (38') — Жуненко (29'), Нидергаус (45'), Веретенников (55'). · Жуненко (88'). |                                                       |          |         |                                                                  |

| 19 августа 1995 21 тур | «Ротор»                                                                        | 3:1      | «Текстильщик» (Камышин)  | Волгоград                                                            |
| | 1:0 Олег Веретенников 27′ · 2:0 Валерий Есипов 67′ · 3:0 Олег Веретенников 83′ | Протокол | 3:1 Сергей Наталушко 84′ | Стадион: Центральный Зрителей: 17 000 Судья: Андрей Бутенко (Москва) |
| «Ротор»: Саморуков, Чумаченко (Меньщиков, 59), Бурлаченко, Геращенко, Беркетов, Царенко, Корниец, Нечаев (Кулик, 59), Веретенников, Есипов, Кривов. «Текстильщик» (Камышин): Филимонов, А.Морозов, Павлюченко (Пименов, 74), Кураев, Жабко, О.Морозов, Навоченко, Волгин, Соловьёв (Абрамов, 42), Полстянов (Герасимов, 46), Наталушко. |                                                                                |          |                          |                                                                      |

| 26 августа 1995 22 тур | «Динамо-Газовик» (Тюмень)  | 1:6      | «Ротор» | Тюмень                                                                 |
| | 1:6 Вячеслав Камольцев 88′ | Протокол | 0:1 Владимир Геращенко 15′ · 0:2 Валерий Есипов 25′ · 0:3 Владимир Геращенко 30′ · 0:4 Олег Веретенников 39′ · 0:5 Александр Беркетов 47′ · 0:6 Олег Веретенников 61′ | Стадион: Динамо-Газовик Зрителей: 2 000 Судья: Юрий Вергопуло (Москва) |
| «Динамо-Газовик» (Тюмень): Кутепов, Бурдинский, Хруслов, Горелов (Ковалевич, 51), Пономаренко, Герасимов (Наумов, 51), Княжев, Призетко, Долбоносов (Грицына, 55), Камольцев, Ковардаев. · «Ротор»: Саморуков, Жуненко (Кривов, 58), Бурлаченко, Геращенко, Ещенко (Кулик, 68), Царенко, Корниец, Нидергаус (Бондарь, 63), Веретенников, Есипов, Беркетов. · Геращенко (22'). · Нереализованный пенальти: Александр Призетко (51', вратарь). |                            |          | |                                                                        |

| 30 августа 1995 23 тур | «Ротор»                                         | 2:2      | ЦСКА (Москва)                                         | Волгоград                                                                    |
| | 1:2 Олег Веретенников 83′ · 2:2 Олег Нечаев 86′ | Протокол | 0:1 Алексей Герасимов 30′ · 0:2 Алексей Герасимов 71′ | Стадион: Центральный Зрителей: 25 000 Судья: Тарас Безубяк (Санкт-Петербург) |
| «Ротор»: Саморуков, Жуненко, Бурлаченко, Беркетов, Ещенко, Царенко (Нечаев, 74), Корниец, Нидергаус, Веретенников, Есипов, Кривов (Меньщиков, 57). · ЦСКА (Москва): Плотников, Радимов, Хохлов, Машкарин, Мамчур, Бушманов, Ульянов, Карсаков, Минько, Антонович (Петросянц, 86), Герасимов. · Нидергаус (51') — Радимов (53'), Машкарин (86'). |                                                 |          |                                                       |                                                                              |

| 7 сентября 1995 24 тур | «Жемчужина» (Сочи)                                | 2:1      | «Ротор»                   | Хоста                                                                 |
| | 1:0 Тимур Богатырев 17′ · 2:0 Тимур Богатырев 40′ | Протокол | 2:1 Олег Веретенников 87′ | Стадион: Локомотив Зрителей: 3 000 Судья: Александр Кириллов (Москва) |
| «Жемчужина» (Сочи): Крюков, Бондарук, Макаров, Чекунов, Чуприна, Игнатьев, Суанов (Зекох, 66), Кузнецов, Новгородов, Проценко (Филимонов, 60), Богатырев (Дубровин, 70). · «Ротор»: Саморуков, Жуненко, Бурлаченко (Меньщиков, 60), Геращенко, Ещенко (Нечаев, 46), Царенко (Кривов, 46), Корниец, Нидергаус, Веретенников, Есипов, Беркетов. · Чекунов (23') — Ещенко (31'). · Чекунов (48'). |                                                   |          |                           |                                                                       |

| 16 сентября 1995 25 тур | «Ротор» | 5:1      | «Черноморец» (Новороссийск) | Волгоград                                                                 |
| | 1:0 Владимир Нидергаус 7′ · 2:0 Сергей Илюшин 24′ · 3:1 Олег Веретенников 41′ · 4:1 Олег Веретенников 56′ · 5:1 Олег Веретенников 85′ (пен.) | Протокол | 2:1 Эдуард Саркисов 36′     | Стадион: Центральный Зрителей: 10 000 Судья: Владимир Овчинников (Москва) |
| «Ротор»: Саморуков, Шмарко, Бурлаченко (Беркетов, 73), Вл.Геращенко, Ещенко, Жуненко, Корниец, Нидергаус, Веретенников, Есипов, Илюшин (Кривов, 35). · «Черноморец» (Новороссийск): Павлов, Шкурин, Седнев, Вяч.Геращенко, Епископосян (Кирьяков, 65), Майоров, Саркисов, Дышеков, Бут (Абдразаков, 70), Догузов, Филиппов. · Епископосян (60'). | |          |                             |                                                                           |

| 21 сентября 1995 26 тур | «Локомотив» (Москва)                                                                          | 4:3      | «Ротор»                                                                                   | Москва                                                                      |
| | 1:1 Олег Гарин 19′ · 2:1 Саркис Оганесян 25′ · 3:1 Олег Гарин 35′ · 4:2 Алексей Косолапов 51′ | Протокол | 0:1 Владимир Нидергаус 12′ · 3:2 Олег Веретенников 44′ (пен.) · 4:3 Олег Веретенников 88′ | Стадион: Локомотив Зрителей: 4 000 Судья: Сергей Лапочкин (Санкт-Петербург) |
| «Локомотив» (Москва): Овчинников, Соломатин, Дроздов, Харлачев (Снигирев, 70), Оганесян (Пашинин, 46), Чугайнов, Косолапов, Гуренко (Маминов, 83), Елышев, Кузнецов, Гарин. «Ротор»: Саморуков, Шмарко, Бурлаченко, Геращенко (Беркетов, 44), Ещенко, Жуненко, Корниец, Нидергаус, Веретенников, Есипов, Илюшин (Кривов, 56). |                                                                                               |          |                                                                                           |                                                                             |

| 30 сентября 1995 27 тур | «Крылья Советов» (Самара)                                                         | 3:3      | «Ротор»                                                                         | Самара                                                           |
| | 1:2 Александр Жидков 65′ (пен.) · 2:3 Зураб Циклаури 87′ · 3:3 Зураб Циклаури 89′ | Протокол | 0:1 Владимир Нидергаус 10′ · 0:2 Андрей Кривов 40′ · 1:3 Владимир Нидергаус 76′ | Стадион: Металлург Зрителей: 7 000 Судья: Сергей Анохин (Москва) |
| «Крылья Советов» (Самара): Мартешкин, Евстигнеев (Грибов, 46), Даев, Резанцев, Жидков, Булатов (Циклаури, 60), Матвиенко, Аверьянов, Шишкин, Минашвили (Грязин, 20), Авалян. · «Ротор»: Саморуков, Чумаченко, Бурлаченко, Беркетов, Ещенко (Кулик, 75), Жуненко, Кривов, Нидергаус, Веретенников, Есипов, Илюшин (Меньщиков, 75). · Жидков (51'), Даев (65') — Есипов (2'). |                                                                                   |          |                                                                                 |                                                                  |

| 14 октября 1995 28 тур | «Ротор» | 0:2      | «Динамо» (Москва)                             | Волгоград                                                               |
| |         | Протокол | 0:1 Юрий Кузнецов 45′ · 0:2 Юрий Кузнецов 90′ | Стадион: Центральный Зрителей: 10 000 Судья: Геннадий Куличенков (Тула) |
| «Ротор»: Саморуков, Шмарко, Беркетов, Геращенко, Ещенко (Царенко, 46), Жуненко, Корниец, Нидергаус, Веретенников, Есипов, Илюшин (Кривов, 46). · «Динамо» (Москва): Клейменов, Кузнецов, Ковтун, Колотовкин, Шульгин, Кобелев (Точилин, 89), Саматов, Черышев, Сафронов (Куценко, 88), Подпалый, Тишков (С.Некрасов, 46). · Веретенников (34'), Нидергаус (90') — С.Некрасов (60'). |         |          |                                               |                                                                         |

| 11 октября 1995 29 тур | «Локомотив» (Нижний Новгород) | 1:1      | «Ротор»                    | Нижний Новгород                                                   |
| | 1:1 Михаил Бесчастных 61′     | Протокол | 0:1 Владимир Нидергаус 32′ | Стадион: Локомотив Зрителей: 4 000 Судья: Андрей Бутенко (Москва) |
| «Локомотив» (Нижний Новгород): Сацункевич, Осколков, Арефьев (А.Судариков, 46), Рагулин, Шурко, Казаков, Власов, Гецко, Бесчастных, Феоктистов (Лебедев, 70), Веселовский. «Ротор»: Саморуков, Чумаченко, Беркетов (Царенко, 67), Геращенко, Ещенко, Жуненко, Корниец, Нидергаус, Кривов, Есипов, Илюшин (Бородин, 86). |                               |          |                            |                                                                   |

| 26 октября 1995 30 тур | «Ротор»               | 1:2      | «Уралмаш» (Екатеринбург)                     | Волгоград                                                           |
| | 1:0 Сергей Илюшин 14′ | Протокол | 1:1 Юрий Матвеев 20′ · 1:2 Игорь Ханкеев 87′ | Стадион: Центральный Зрителей: 7 000 Судья: Юрий Вергопуло (Москва) |
| «Ротор»: Саморуков, Кривов (Бурлаченко, 46), Беркетов, Геращенко, Ещенко, Царенко, Корниец, Нидергаус, Веретенников, Есипов, Илюшин (Чумаченко, 46). · «Уралмаш» (Екатеринбург): Городов, Федотов, Ратничкин, Ромащенко, Бакунин, Ямлиханов, Бахтин, Ханкеев, Матвеев, Передня, Кокарев. · Чумаченко (66') — Матвеев (41'), Ратничкин (55'). |                       |          |                                              |                                                                     |

### Кубок России 1994/1995
| 19 апреля 1995 1/4 финала | «Ротор»  | 0:0 (доп. вр.) (4:3 пен.)                                                                                | «Торпедо» (Москва) | Волгоград                                                               |
| |          | |                    | Стадион: Центральный Зрителей: 10 000 Судья: Юрий Чеботарёв (Краснодар) |
| | Пенальти | |                    |                                                                         |
| Олег Веретенников 1:0 · Александр Бондарь 2:1 · Валерий Бурлаченко 3:1 · Константин Кулик 3:2 · Александр Тройнин 4:3 |          | 0:0 Сергей Чумаченко · 1:1 Сергей Шустиков · 2:1 Иван Паземов · 3:2 Геннадий Гришин · 3:3 Сергей Агашков |                    |                                                                         |
| «Ротор»: Саморуков, Жуненко, Бурлаченко, Корниец, Нечай, Меньщиков (Тройнин, 70), Бондарь, Нидергаус, Веретенников, Есипов, Нечаев (Кулик, 65). · «Торпедо» (Москва): Крамаренко, Востросаблин, Чельцов, Чумаченко, Мурашов, Шустиков, Гришин, Талалаев (Дудкин, 114), Прокопенко (Паземов, 69), Ширинбеков, Агашков. · Ширинбеков (46') — Кулик (88'). |          | |                    |                                                                         |

| 17 мая 1995 1/2 финала | «Спартак-Алания» (Владикавказ)                             | 2:2 (доп. вр.) (2:4 пен.)                                                                                         | «Ротор»                                             | Владикавказ                                                                 |
| | 1:0 Михаил Кавелашвили 22′ · 2:2 Омари Тетрадзе 85′ (пен.) | | 1:1 Александр Беркетов 63′ · 1:2 Валерий Есипов 65′ | Стадион: Спартак Зрителей: 33 000 Судья: Николай Левников (Санкт-Петербург) |
| | Пенальти                                                   | |                                                     |                                                                             |
| Сергей Деркач 1:1 · Омари Тетрадзе 1:2 · Игорь Яновский 2:3 · Михаил Кавелашвили 2:3 |                                                            | 0:1 Олег Веретенников · 1:2 Александр Бондарь · 1:3 Валерий Бурлаченко · 2:3 Сергей Нечай · 2:4 Александр Тройнин |                                                     |                                                                             |
| «Спартак-Алания» (Владикавказ): Хапов, Пагаев, Деркач, Алчагиров (Горелов, 46), Корниенко, Тетрадзе, Тедеев, Яновский, Касымов, Сулейманов (Датдеев, 46; Боциев, 91), Кавелашвили. · «Ротор»: Саморуков, Жуненко, Бурлаченко, Корниец, Нечай, Царенко (Кулик, 103), Бондарь, Беркетов, Веретенников, Есипов, Нечаев (Тройнин, 72). · Корниенко (87') — Корниец (57'), Бурлаченко (81'), Саморуков (112'). · Есипов (87'). |                                                            | |                                                     |                                                                             |

| 14 июня 1995 Финал | «Динамо» (Москва) | 0:0 (доп. вр.) (8:7 пен.) | «Ротор» | Москва                                                      |
| |                   | |         | Стадион: Лужники Зрителей: 15 000 Судья: Игорь Синер (Омск) |
| | Пенальти          | |         |                                                             |
| Сергей Некрасов 1:1 · Руслан Ишкинин 2:2 · Олег Саматов 3:3 · Алексей Куценко 4:4 · Эрик Яхимович 5:5 · Сергей Богомолов 6:6 · Виталий Сафронов 7:7 · Сергей Шульгин 8:7 |                   | 0:1 Олег Веретенников · 1:2 Александр Бондарь · 2:3 Валерий Бурлаченко · 3:4 Игорь Меньщиков · 4:5 Александр Тройнин · 5:6 Сергей Нечай · 6:7 Сергей Жуненко · 7:7 Игорь Корниец |         |                                                             |
| «Динамо» (Москва): Сметанин, Яхимович, И. Некрасов (Ишкинин, 82), Точилин, Сабитов (Шульгин, 50), С. Некрасов, Саматов, Кобелев (Богомолов, 110), Сафронов, Подпалый, Куценко. · «Ротор»: Саморуков, Жуненко, Бурлаченко, Корниец, Нечай, Царенко, Бондарь, Нидергаус (Меньщиков, 105), Веретенников, Беркетов (Тройнин, 67), Нечаев, (Кривов 46). · Яхимович (35'), Подпалый (83'), Саматов (115'), Подпалый (116'), И. Некрасов — Бондарь (54'). · Подпалый (116'). · Нереализованный пенальти: Олег Веретенников (115', штанга). |                   | |         |                                                             |

### Кубок УЕФА
| 12 сентября 1995 1/32 финала. Первый матч | «Ротор» | 0:0 | «Манчестер Юнайтед» (Манчестер) | Волгоград                                                     |
| |         |     |                                 | Стадион: Центральный Зрителей: 40 000 Судья: Петер Миккельсен |
| «Ротор»: Саморуков, Шмарко, Бурлаченко, Геращенко, Ещенко, Жуненко, Корниец, Нидергаус, Веретенников, Есипов, Зернов (Кривов, 80). «Манчестер Юнайтед» (Манчестер): Шмейхель, Г.Невилл, Ирвин, Брюс, Шарп, Паллистер, Бекхэм, Батт, Скоулз (Паркер, 73), Кин (Ф.Невилл, 24), Гиггз. |         |     |                                 |                                                               |

| 26 сентября 1995 1/32 финала. Ответный матч | «Манчестер Юнайтед» (Манчестер)             | 2:2 | «Ротор»                                                | Манчестер                                                     |
| | 1:2 Пол Скоулз 60′ · 2:2 Петер Шмейхель 89′ |     | 0:1 Владимир Нидергаус 18′ · 0:2 Олег Веретенников 25′ | Стадион: Олд Траффорд Зрителей: 29 724 Судья: Бернд Хайнеманн |
| «Манчестер Юнайтед» (Манчестер): Шмейхель, О'Кейн (Скоулз, 27), Ф.Невилл, Брюс, Шарп, Паллистер, Бекхэм (Кук, 84), Батт, Коул, Кин, Гиггз. · «Ротор»: Саморуков, Шмарко, Бурлаченко, Беркетов, Ещенко (Царенко, 70), Жуненко, Корниец, Нидергаус (Кривов, 79), Веретенников, Есипов, Зернов (Илюшин, 74). · Беркетов, Нидергаус, Жуненко. |                                             |     |                                                        |                                                               |

| 17 октября 1995 1/16 финала. Первый матч | «Бордо»                                                | 2:1 | «Ротор»                    | Бордо                                                          |
| | 1:1 Франк Истиллоле 47′ · 1:2 Рихард Витсге 90′ (пен.) |     | 0:1 Владимир Нидергаус 40′ | Стадион: Парк Лескюр Зрителей: 20 000 Судья: Збигнев Пшесмыцки |
| «Бордо»: Юар, Тое (Грене, 84), Варесанович, Прюнье, Догон, Люка, Кроси, Дютюэль, Банкарель, Витсге, Истиллоле. · «Ротор»: Саморуков, Шмарко, Беркетов, Геращенко, Ещенко, Жуненко, Корниец, Нидергаус (Илюшин, 87), Веретенников, Есипов, Зернов (Кривов, 84). · Прюнье, Люка — Зернов (34'), Жуненко (57'), Саморуков (80'), Геращенко (90'). |                                                        |     |                            |                                                                |

| 31 октября 1995 1/16 финала. Ответный матч | «Ротор» | 0:1 | «Бордо»                  | Волгоград                                                         |
| |         |     | 0:1 Антони Банкарель 84′ | Стадион: Центральный Зрителей: 25 000 Судья: Альфредо Тренталанге |
| «Ротор»: Саморуков, Шмарко, Бурлаченко, Геращенко, Ещенко, Беркетов, Корниец, Нидергаус, Веретенников, Есипов, Зернов (Илюшин, 67). · «Бордо»: Юар, Фишер, Лизаразю, Кроси, Догон, Люка, Зидан, Дютюэль, Банкарель, Витсге (Грене, 79), Туайе. · Беркетов (38'), Шмарко (88') — Лизаразю (23'). |         |     |                          |                                                                   |

### Кубок России 1995/1996
| 4 октября 1995 1/16 финала | «Орехово» (Орехово-Зуево) | 0:3 | «Ротор»                                                                            | Орехово-Зуево                                                       |
| |                           |     | 0:1 Валерий Бурлаченко 25′ · 0:2 Олег Веретенников 71′ · 0:3 Олег Веретенников 80′ | Стадион: Знамя Труда Зрителей: 8 000 Судья: Юрий Вергопуло (Москва) |
| «Орехово» (Орехово-Зуево): Сусидко, Чурсин (Тюрин, 73), Стукалов, Изотов, Кочетов, Сухов, Тимофеев, Гремяцкий, Нидбайкин (Пинин, 63), Тихомиров, Желанов (Леонов, 54). «Ротор»: Саморуков, Чумаченко, Бурлаченко (Дуров, 34), Беркетов, Ещенко, Жуненко, Кривов, Нидергаус (Кольчугин, 80), Веретенников, Есипов (Илюшин, 60), Кулик. |                           |     |                                                                                    |                                                                     |

| 4 ноября 1995 1/8 финала | «Ротор»                                                                                                 | 4:0 | «Иртыш» (Омск) | Волгоград                                                            |
| | 1:0 Валерий Есипов 28′ · 2:0 Валерий Бурлаченко 42′ · 3:0 Сергей Илюшин 46′ · 4:0 Олег Веретенников 90′ |     |                | Стадион: Центральный Зрителей: 4 000 Судья: Виктор Филиппов (Москва) |
| «Ротор»: Саморуков, Шмарко, Бурлаченко, Беркетов, Ещенко, Жуненко (Кривов, 18), Корниец (Царенко, 35), Нидергаус, Веретенников, Есипов (Кулик, 46), Илюшин. · «Иртыш» (Омск): Кисельников (Мясковский, 46), Осипов, Баранов, Филимонов, Захаров, Щербак, Вершинин (Конюков, 60), Гетиков, Кондрацкий (Алфимов, 73), Карташов, Шапоренко. · Бурлаченко (35') — Баранов (10'), Захаров (23'), Карташов (77'). | |     |                |                                                                      |

## Статистика

### Индивидуальная

#### Матчи и голы
| №.                                                   | Нац.            | Позиция | Игрок              | Всего | Всего | Чемпионат России | Чемпионат России | Кубок России 1994/1995 | Кубок России 1994/1995 | Кубок России 1995/1996 | Кубок России 1995/1996 | Кубок УЕФА | Кубок УЕФА |
| №.                                                   | Нац.            | Позиция | Игрок              | Игры  | Голы  | Игры             | Голы             | Игры                   | Голы                   | Игры                   | Голы                   | Игры       | Голы       |
| ---------------------------------------------------- | --------------- | ------- | ------------------ | ----- | ----- | ---------------- | ---------------- | ---------------------- | ---------------------- | ---------------------- | ---------------------- | ---------- | ---------- |
|                                                      | Флаг России     | Вр      | Андрей Саморуков   | 39    | -56   | 30               | -49              | 3                      | -2                     | 2                      | 0                      | 4          | -5         |
|                                                      | Флаг России     | Вр      | Сергей Гриценко    | 0     | 0     | 0                | 0                | 0                      | 0                      | 0                      | 0                      | 0          | 0          |
|                                                      | Флаг России     | Вр      | Евгений Чиненов    | 0     | 0     | 0                | 0                | 0                      | 0                      | 0                      | 0                      | 0          | 0          |
|                                                      | Флаг России     | Защ     | Валерий Бурлаченко | 33    | 2     | 25               | 0                | 3                      | 0                      | 2                      | 2                      | 3          | 0          |
|                                                      | Флаг России     | Защ     | Александр Беркетов | 32    | 4     | 25               | 3                | 2                      | 1                      | 2                      | 0                      | 3          | 0          |
|                                                      | Флаг Украины    | Защ     | Владимир Геращенко | 17    | 3     | 14               | 3                | 0                      | 0                      | 0                      | 0                      | 3          | 0          |
|                                                      | Флаг России     | Защ     | Александр Ещенко   | 16    | 0     | 10               | 0                | 0                      | 0                      | 2                      | 0                      | 4          | 0          |
|                                                      | Флаг России     | Защ     | Евгений Чумаченко  | 13    | 0     | 12               | 0                | 0                      | 0                      | 1                      | 0                      | 0          | 0          |
|                                                      | Флаг России     | Защ     | Александр Шмарко   | 11    | 0     | 6                | 0                | 0                      | 0                      | 1                      | 0                      | 4          | 0          |
|                                                      | Флаг России     | Защ     | Андрей Дуров       | 1     | 0     | 0                | 0                | 0                      | 0                      | 1                      | 0                      | 0          | 0          |
|                                                      | Флаг России     | Защ     | Виталий Кузнецов   | 0     | 0     | 0                | 0                | 0                      | 0                      | 0                      | 0                      | 0          | 0          |
|                                                      | Флаг России     | ПЗ      | Олег Веретенников  | 38    | 29    | 29               | 25               | 3                      | 0                      | 2                      | 3                      | 4          | 1          |
|                                                      | Флаг Украины    | ПЗ      | Игорь Корниец      | 37    | 0     | 29               | 0                | 3                      | 0                      | 1                      | 0                      | 4          | 0          |
|                                                      | Флаг России     | ПЗ      | Валерий Есипов     | 33    | 4     | 25               | 2                | 2                      | 1                      | 2                      | 1                      | 4          | 0          |
|                                                      | Флаг Казахстана | ПЗ      | Сергей Жуненко     | 33    | 0     | 25               | 0                | 3                      | 0                      | 2                      | 0                      | 3          | 0          |
|                                                      | Флаг России     | ПЗ      | Андрей Кривов      | 31    | 3     | 25               | 3                | 1                      | 0                      | 2                      | 0                      | 3          | 0          |
|                                                      | Флаг России     | ПЗ      | Александр Царенко  | 26    | 1     | 22               | 1                | 2                      | 0                      | 1                      | 0                      | 1          | 0          |
|                                                      | Флаг России     | ПЗ      | Игорь Меньщиков    | 13    | 1     | 11               | 1                | 2                      | 0                      | 0                      | 0                      | 0          | 0          |
|                                                      | Флаг России     | ПЗ      | Илья Бородин       | 1     | 0     | 1                | 0                | 0                      | 0                      | 0                      | 0                      | 0          | 0          |
|                                                      | Флаг России     | ПЗ      | Николай Кольчугин  | 1     | 0     | 0                | 0                | 0                      | 0                      | 1                      | 0                      | 0          | 0          |
|                                                      | Флаг Казахстана | Нап     | Владимир Нидергаус | 36    | 16    | 28               | 14               | 2                      | 0                      | 2                      | 0                      | 4          | 2          |
|                                                      | Флаг России     | Нап     | Сергей Илюшин      | 23    | 5     | 18               | 4                | 0                      | 0                      | 2                      | 1                      | 3          | 0          |
|                                                      | Флаг России     | Нап     | Александр Зернов   | 4     | 0     | 0                | 0                | 0                      | 0                      | 0                      | 0                      | 4          | 0          |
| Футболисты, которые завершали сезон в других клубах: |                 |         |                    |       |       |                  |                  |                        |                        |                        |                        |            |            |
|                                                      | Флаг России     | Защ     | Александр Бондарь  | 21    | 1     | 18               | 1                | 3                      | 0                      | 0                      | 0                      | 0          | 0          |
|                                                      | Флаг России     | Защ     | Сергей Нечай       | 15    | 0     | 12               | 0                | 3                      | 0                      | 0                      | 0                      | 0          | 0          |
|                                                      | Флаг Казахстана | Защ     | Игорь Авдеев       | 0     | 0     | 0                | 0                | 0                      | 0                      | 0                      | 0                      | 0          | 0          |
|                                                      | Флаг Украины    | ПЗ      | Константин Кулик   | 14    | 0     | 10               | 0                | 2                      | 0                      | 2                      | 0                      | 0          | 0          |
|                                                      | Флаг России     | ПЗ      | Александр Тройнин  | 8     | 1     | 5                | 1                | 3                      | 0                      | 0                      | 0                      | 0          | 0          |
|                                                      | Флаг России     | Нап     | Олег Нечаев        | 25    | 4     | 22               | 4                | 3                      | 0                      | 0                      | 0                      | 0          | 0          |

#### Бомбардиры
| Имя                | Чемпионат России | Кубок России 1994/1995 | Кубок России 1995/1996 | Кубок УЕФА | Кубок короля Таиланда | Всего |
| ------------------ | ---------------- | ---------------------- | ---------------------- | ---------- | --------------------- | ----- |
| Олег Веретенников  | 25               | 0                      | 3                      | 1          | 4                     | 33    |
| Владимир Нидергаус | 14               | 0                      | 0                      | 2          | 5                     | 21    |
| Сергей Илюшин      | 4                | 0                      | 1                      | 0          | 0                     | 5     |
| Олег Нечаев        | 4                | 0                      | 0                      | 0          | 1                     | 5     |
| Валерий Есипов     | 2                | 1                      | 1                      | 0          | 0                     | 4     |
| Александр Беркетов | 3                | 1                      | 0                      | 0          | 0                     | 4     |
| Андрей Кривов      | 3                | 0                      | 0                      | 0          | 0                     | 3     |
| Владимир Геращенко | 3                | 0                      | 0                      | 0          | 0                     | 3     |
| Валерий Бурлаченко | 0                | 0                      | 2                      | 0          | 0                     | 2     |
| Александр Тройнин  | 1                | 0                      | 0                      | 0          | 0                     | 1     |
| Игорь Меньщиков    | 1                | 0                      | 0                      | 0          | 0                     | 1     |
| Александр Царенко  | 1                | 0                      | 0                      | 0          | 0                     | 1     |
| Александр Бондарь  | 1                | 0                      | 0                      | 0          | 0                     | 1     |
| Игорь Корниец      | 0                | 0                      | 0                      | 0          | 1                     | 1     |
| Игорь Авдеев       | 0                | 0                      | 0                      | 0          | 1                     | 1     |
| Итого              | 62               | 2                      | 7                      | 3          | 12                    | 86    |

#### «Сухие» матчи
| Имя              | Чемпионат России | Кубок России 1994/1995 | Кубок России 1995/1996 | Кубок УЕФА | Всего |
| ---------------- | ---------------- | ---------------------- | ---------------------- | ---------- | ----- |
| Андрей Саморуков | 4                | 2                      | 2                      | 1          | 9     |
| Итого            | 4                | 2                      | 2                      | 1          | 9     |

Примечание: в данной таблице учитываются только полные матчи (без замен), в которых вратарь не пропустил голов.

#### Дисциплинарные показатели
| Имя                | Чемпионат России | Чемпионат России       | Чемпионат России | Кубок России 1994/1995 | Кубок России 1994/1995 | Кубок России 1994/1995 | Кубок России 1995/1996 | Кубок России 1995/1996 | Кубок России 1995/1996 | Кубок УЕФА   | Кубок УЕФА             | Кубок УЕФА | Всего        | Всего                  | Всего    |
| Имя                | Предупреждён     | Yellow card · Red card | Red card         | Предупреждён           | Yellow card · Red card | Red card               | Предупреждён           | Yellow card · Red card | Red card               | Предупреждён | Yellow card · Red card | Red card   | Предупреждён | Yellow card · Red card | Red card |
| ------------------ | ---------------- | ---------------------- | ---------------- | ---------------------- | ---------------------- | ---------------------- | ---------------------- | ---------------------- | ---------------------- | ------------ | ---------------------- | ---------- | ------------ | ---------------------- | -------- |
| Сергей Жуненко     | 4                | 1                      | 0                | 0                      | 0                      | 0                      | 0                      | 0                      | 0                      | 2            | 0                      | 0          | 6            | 1                      | 0        |
| Владимир Нидергаус | 5                | 1                      | 0                | 0                      | 0                      | 0                      | 0                      | 0                      | 0                      | 1            | 0                      | 0          | 6            | 1                      | 0        |
| Валерий Есипов     | 4                | 0                      | 0                | 0                      | 0                      | 1                      | 0                      | 0                      | 0                      | 0            | 0                      | 0          | 4            | 0                      | 1        |
| Владимир Геращенко | 3                | 0                      | 0                | 0                      | 0                      | 0                      | 0                      | 0                      | 0                      | 1            | 0                      | 0          | 4            | 0                      | 0        |
| Александр Беркетов | 1                | 0                      | 0                | 0                      | 0                      | 0                      | 0                      | 0                      | 0                      | 2            | 0                      | 0          | 3            | 0                      | 0        |
| Александр Бондарь  | 2                | 0                      | 0                | 1                      | 0                      | 0                      | 0                      | 0                      | 0                      | 0            | 0                      | 0          | 3            | 0                      | 0        |
| Олег Веретенников  | 3                | 0                      | 0                | 0                      | 0                      | 0                      | 0                      | 0                      | 0                      | 0            | 0                      | 0          | 3            | 0                      | 0        |
| Евгений Чумаченко  | 3                | 0                      | 0                | 0                      | 0                      | 0                      | 0                      | 0                      | 0                      | 0            | 0                      | 0          | 3            | 0                      | 0        |
| Валерий Бурлаченко | 0                | 0                      | 0                | 1                      | 0                      | 0                      | 1                      | 0                      | 0                      | 0            | 0                      | 0          | 2            | 0                      | 0        |
| Константин Кулик   | 1                | 0                      | 0                | 1                      | 0                      | 0                      | 0                      | 0                      | 0                      | 0            | 0                      | 0          | 2            | 0                      | 0        |
| Сергей Нечай       | 2                | 0                      | 0                | 0                      | 0                      | 0                      | 0                      | 0                      | 0                      | 0            | 0                      | 0          | 2            | 0                      | 0        |
| Андрей Саморуков   | 0                | 0                      | 0                | 1                      | 0                      | 0                      | 0                      | 0                      | 0                      | 1            | 0                      | 0          | 2            | 0                      | 0        |
| Александр Шмарко   | 1                | 0                      | 0                | 0                      | 0                      | 0                      | 0                      | 0                      | 0                      | 1            | 0                      | 0          | 2            | 0                      | 0        |
| Александр Ещенко   | 1                | 0                      | 1                | 0                      | 0                      | 0                      | 0                      | 0                      | 0                      | 0            | 0                      | 0          | 1            | 0                      | 1        |
| Сергей Илюшин      | 1                | 0                      | 1                | 0                      | 0                      | 0                      | 0                      | 0                      | 0                      | 0            | 0                      | 0          | 1            | 0                      | 1        |
| Александр Зернов   | 0                | 0                      | 0                | 0                      | 0                      | 0                      | 0                      | 0                      | 0                      | 1            | 0                      | 0          | 1            | 0                      | 0        |
| Игорь Корниец      | 0                | 0                      | 0                | 1                      | 0                      | 0                      | 0                      | 0                      | 0                      | 0            | 0                      | 0          | 1            | 0                      | 0        |
| Андрей Кривов      | 1                | 0                      | 0                | 0                      | 0                      | 0                      | 0                      | 0                      | 0                      | 0            | 0                      | 0          | 1            | 0                      | 0        |
| Итого              | 32               | 2                      | 2                | 5                      | 0                      | 1                      | 1                      | 0                      | 0                      | 9            | 0                      | 0          | 47           | 2                      | 3        |

### Командная

#### Турнирная таблица
| М  | Клуб                             | И  | В  | Н  | П  | М     | ±М  | О  |
| -- | -------------------------------- | -- | -- | -- | -- | ----- | --- | -- |
| 1  | «Спартак-Алания» (Владикавказ)   | 30 | 22 | 5  | 3  | 63−21 | +42 | 71 |
| 2  | «Локомотив» (Москва)             | 30 | 20 | 5  | 5  | 52−23 | +29 | 65 |
| 3  | «Спартак» (Москва)               | 30 | 19 | 6  | 5  | 76−26 | +50 | 63 |
| 4  | «Динамо» (Москва)                | 30 | 16 | 8  | 6  | 45−29 | +16 | 56 |
| 5  | «Торпедо» (Москва)               | 30 | 16 | 7  | 7  | 40−30 | +10 | 55 |
| 6  | ЦСКА (Москва)                    | 30 | 16 | 5  | 9  | 56−34 | +22 | 53 |
| 7  | «Ротор» (Волгоград)              | 30 | 11 | 7  | 12 | 62−49 | +13 | 40 |
| 8  | «Уралмаш» (Екатеринбург)         | 30 | 12 | 3  | 15 | 43−47 | −4  | 39 |
| 9  | «КАМАЗ-Чаллы» (Набережные Челны) | 30 | 10 | 8  | 12 | 34−30 | +4  | 38 |
| 10 | «Текстильщик» (Камышин)          | 30 | 9  | 7  | 14 | 37−41 | −4  | 34 |
| 11 | «Черноморец» (Новороссийск)      | 30 | 10 | 2  | 18 | 32−62 | −30 | 32 |
| 12 | «Локомотив» (Нижний Новгород)    | 30 | 6  | 11 | 13 | 28−42 | −14 | 29 |
| 13 | «Жемчужина» (Сочи)               | 30 | 8  | 4  | 18 | 36−69 | −33 | 28 |
| 14 | «Ростсельмаш» (Ростов-на-Дону)   | 30 | 8  | 4  | 18 | 35−56 | −21 | 28 |
| 15 | «Крылья Советов» (Самара)        | 30 | 6  | 8  | 16 | 34−65 | −31 | 26 |
| 16 | «Динамо-Газовик» (Тюмень)        | 30 | 3  | 6  | 21 | 28−77 | −49 | 15 |

 Выбывание в первую лигу ПФЛ.

#### Движение команды в чемпионате по турам
| 9 |

| 16 |

| 13 |

| 16 |

| 11 |

| 15 |

| 9 |

| 7 |

| 4 |

| 8 |

| 9 |

| 8 |

| 6 |

| 6 |

| 6 |

| 6 |

| 6 |

| 7 |

| 7 |

| 7 |

| 7 |

| 7 |

| 7 |

| 7 |

| 7 |

| 7 |

| 7 |

| 7 |

| 7 |

| 7 |

| − Победа − Ничья − Поражение |

#### Общая статистика
| Сыграно матчей                              | 43 (30 Чемпионат России, 4 Кубок УЕФА, 4 Кубок короля Таиланда, 3 Кубок России 1994/1995, 2 Кубок России 1995/1996) |
| Победы                                      | 18 (11 Чемпионат России, 3 Кубок короля Таиланда, 2 Кубок России 1994/1995, 2 Кубок России 1995/1996) |
| Ничьи                                       | 9 (7 Чемпионат России, 2 Кубок УЕФА) |
| Поражения                                   | 16 (12 Чемпионат России, 2 Кубок УЕФА, 1 Кубок России 1994/1995, 1 Кубок короля Таиланда) |
| Забито мячей                                | 86 |
| Пропущено мячей                             | 61 |
| Разница мячей                               | +25 |
| Пенальти: забитые/назначенные               | 6/7 |
| Пенальти соперника: пропущенные/назначенные | 7/9 |
| Предупреждения                              | 47 |
| Удаления                                    | 5 |
| Худшая дисциплина                           | Сергей Жуненко 6 1 · Владимир Нидергаус 6 1 |
| Лучший счёт                                 | 7:0 (Д) против «Жемчужина» — Чемпионат России, 9 мая 1995 |
| Худший счёт                                 | 0:5 (Г) против «Уралмаш» — Чемпионат России, 8 апреля 1995 |
| «Сухие» матчи                               | 11 (4 Чемпионат России, 2 Кубок России 1994/1995, 2 Кубок России 1995/1996, 2 Кубок короля Таиланда, 1 Кубок УЕФА) |
| Наибольшее число матчей                     | Андрей Саморуков (39 матчей) |
| Лучший бомбардир                            | Олег Веретенников (33 гола) |
| Командные достижения                        | Лауреат приза «Гроза авторитетов» от газеты «Московская правда» |
| Индивидуальные достижения                   | Олег Веретенников — Лауреат приза «Лучшему бомбардиру» от газеты «Труд» Олег Веретенников — Лауреат приза «Рыцарю атаки» от журнала «Воин» Олег Веретенников — В списке 33-х лучших футболистов России Валерий Есипов — В списке 33-х лучших футболистов России Владимир Нидергаус — В списке 33-х лучших футболистов России |

Примечание: в данной таблице не учитываются результаты товарищеских матчей.

#### Общая статистика по турнирам
| Турнир                 | И  | В  | Н | П  | ЗМ | ПМ | ±М  | ЖК | 2ЖК | КК | О               |
| ---------------------- | -- | -- | - | -- | -- | -- | --- | -- | --- | -- | --------------- |
| Чемпионат России       | 30 | 11 | 7 | 12 | 62 | 49 | +13 | 32 | 2   | 2  | 40/90 (44,4 %)  |
| Кубок России 1994/1995 | 3  | 2  | 0 | 1  | 2  | 2  | 0   | 5  | 0   | 1  | 6/9 (66,7 %)    |
| Кубок России 1995/1996 | 2  | 2  | 0 | 0  | 7  | 0  | +7  | 1  | 0   | 0  | 6/6 (100 %)     |
| Кубок УЕФА             | 4  | 0  | 2 | 2  | 3  | 5  | −2  | 9  | 0   | 0  | 2/12 (16,7 %)   |
| Кубок короля Таиланда  | 4  | 3  | 0 | 1  | 12 | 5  | +7  | ?  | ?   | ?  | 9/12 (75 %)     |
| Всего                  | 43 | 18 | 9 | 16 | 86 | 61 | +25 | 47 | 2   | 3  | 63/129 (48,8 %) |